# Afghani
Afghani (tegn: Afs; Pashto: افغانۍ; Dari افغانی; kode: AFN) er Afghanistans officielle valuta. Den underdeles nominelt i 100 pul (پول), selvom der i øjeblikket ikke er nogle pul-mønter i cirkulation.

## Fodnoter
1. 1 2 3  Da Afghanistan Bank. "Capital Notes Issuance and Auction Arkiveret 13. maj 2013 hos  Wayback Machine." Besøgt 26. februar 2011.

| Artikelstump | Spire Denne artikel om penge eller valuta er en spire som bør udbygges. Du er velkommen til at hjælpe Wikipedia ved at udvide den. |